# 网衣目
网衣目为茶渍纲的一目真菌。

## 下属分类
- 网衣科 Lecideaceae
- Lopadiaceae
- 假网衣科 Porpidiaceae